# Championnats d'Amérique du Sud juniors d'athlétisme 2005
Navigation
Championnats d'Amérique du Sud juniors 2003 Championnats d'Amérique du Sud juniors 2007
La 36e édition des Championnats d'Amérique du Sud juniors d'athlétisme s'est déroulée au stade municipal Jorge-Newbery à Rosario les 1er et 2 octobre 2005.

## Résultats

### Hommes
| Épreuves              | Or                                                                 | Or             | Argent                                                               | Argent         | Bronze                                                               | Bronze         |
| --------------------- | ------------------------------------------------------------------ | -------------- | -------------------------------------------------------------------- | -------------- | -------------------------------------------------------------------- | -------------- |
| 100 mètres            | Rafael Ribeiro Brésil                                              | 10 s 33        | Andrés Murillo Colombie                                              | 10 s 53        | Jorge Eufrásio dos Santos Brésil                                     | 10 s 65        |
| 200 mètres            | Andrés Murillo Colombie                                            | 21 s 04        | Rodrigo Bargas Brésil                                                | 21 s 19        | Adilson Blanco Brésil                                                | 21 s 27        |
| 400 mètres            | Rodrigo Bargas Brésil                                              | 47 s 04        | Andrés Silva Uruguay                                                 | 47 s 84        | Amilkar Torres Colombie                                              | 47 s 90        |
| 800 mètres            | Gilder Barboza Venezuela                                           | 1 min 52 s 03  | Michael Ramos Venezuela                                              | 1 min 52 s 65  | Cleber Bezerra Brésil                                                | 1 min 52 s 74  |
| 1 500 mètres          | Gilder Barboza Venezuela                                           | 3 min 55 s 54  | Fernando Lina da Silva Brésil                                        | 3 min 55 s 96  | Mario Bazán Pérou                                                    | 3 min 56 s 44  |
| 5 000 mètres          | Marvin Blanco Venezuela                                            | 15 min 01 s 94 | Pablo Mena Chili                                                     | 15 min 05 s 59 | Víctor Aravena Chili                                                 | 15 min 08 s 21 |
| 10 000 mètres         | Alexander Meléndez Venezuela                                       | 31 min 02 s 07 | William Castillo Équateur                                            | 31 min 07 s 70 | Marvin Blanco Venezuela                                              | 31 min 16 s 25 |
| 3 000 mètres steeple  | Mario Bazán Pérou                                                  | 8 min 57 s 23  | José Peña Venezuela                                                  | 9 min 13 s 74  | Israel Mecabo Brésil                                                 | 9 min 19 s 54  |
| 110 mètres haies      | Éder de Souza Brésil                                               | 13 s 95        | Alexandre da Silva Brésil                                            | 14 s 50        | Federico Ruiz Argentine                                              | 14 s 54        |
| 400 mètres haies      | Víctor Solarte Venezuela                                           | 51 s 30        | Thiago Sales Brésil                                                  | 52 s 60        | Miguel Calvo Venezuela                                               | 53 s 38        |
| Saut en hauteur       | Leandro Piedrabuena Argentine                                      | 2,09 m         | Guilherme Cobbo Brésil                                               | 2,09 m         | Wanner Miller Colombie                                               | 2,06 m         |
| Saut à la perche      | Tomás González Chili                                               | 4,60 m         | Rodrigo Tenorio Chili                                                | 4,50 m         | Renato Oliveira Brésil                                               | 4,40 m         |
| Saut en longueur      | Hilton da Silva Brésil                                             | 7,42 m         | Hugo Chila Équateur                                                  | 7,42 m         | Lindon Aguanche Colombie                                             | 7,31 m         |
| Triple saut           | Hugo Chila Équateur                                                | 15,57 m        | Hilton da Silva Brésil                                               | 15,51 m        | Heleno Rodrigues Brésil                                              | 15,37 m        |
| Lancer du poids       | Maximiliano Alonso Chili                                           | 17,33 m*       | Abraham Ortega Venezuela                                             | 17,32 m*       | Julio César Londoño Colombie                                         | 16,77 m*       |
| Lancer du disque      | Raoni de Morais Brésil                                             | 54,96 m*       | Gerson dos Santos Brésil                                             | 52,31 m*       | Maximiliano Alonso Chili                                             | 51,51 m*       |
| Lancer du marteau     | Rhaony Caldas Brésil                                               | 61,21 m*       | Gary Osorio Pérou                                                    | 60,62 m*       | Juan Charadía Argentine                                              | 59,65 m*       |
| Lancer du javelot     | Júlio César de Oliveira Brésil                                     | 71,46 m        | Víctor Fatecha Paraguay                                              | 67,31 m        | Alejandro Ionski Argentine                                           | 60,52 m        |
| Décathlon             | Gonzalo Barroilhet Chili                                           | 7 304 pts*     | Luiz Alberto de Araújo Brésil                                        | 7 267 pts*     | Anderson Venâncio Brésil                                             | 6 640 pts*     |
| 10 km marche          | Robinson Vivar Équateur                                            | 43 min 01 s 55 | Alex Tapia Pérou                                                     | 43 min 02 s 27 | Juan Manuel Cano Argentine                                           | 43 min 03 s 34 |
| Relais 4 × 100 mètres | Brésil Mario Gabriel Jorge dos Santos Nilson André Rafael da Silva | 40 s 48        | Chili Ricardo Díaz Tomás González Juan José Lavandero Cristián Reyes | 41 s 69        | Colombie Marco Ibargüen Lindon Aguache Hawer Murillo Juan Maturana   | 41 s 74        |
| Relais 4 × 400 mètres | Brésil Jonas Silva Nil de Oliveira Adilson Blanco Rodrigo Bargas   | 3 min 09 s 95  | Venezuela Roberto Montes Víctor Solarte Gilder Barboza José Céspedes | 3 min 12 s 91  | Colombie Juan Maturana Féderico Padilla Hawer Murillo Amilkar Torres | 3 min 13 s 11  |